# Ylisjärvi
Ylisjärvi är en sjö i Finland. Den ligger i Salo stad i landskapet Egentliga Finland, i den södra delen av landet, 90 km väster om huvudstaden Helsingfors. Ylisjärvi ligger 23,8 meter över havet. I omgivningarna runt Ylisjärvi växer i huvudsak blandskog. Arean är 1,8 kvadratkilometer och strandlinjen är 9,1 kilometer lång. Sjön  ingår i Kisko ås och Bjärnå å huvudavrinningsområde. 